# 漳州市市长列表
下表列出历任漳州市市长：

## 中华人民共和国时期

### 地级
- 福建省第六行政督察专员公署专员
  - 丁乃光，1949年9月-1950年4月在任。
- 漳州行政督察专员公署专员
  - 丁乃光，1950年4月-1950年9月在任。
- 龙溪区专员公署专员
  - 丁乃光，1950年9月-1952年10月在任。
  - 柯志达，1952年10月-1955年3月在任。
- 龙溪专员公署专员
  - 柯志达，1955年3月-1955年10月在任。
  - 陈文平，1955年10月-1957年1月在任。
  - 秦秀峰，1957年1月-1964年2月在任。
  - 鲁　光，1964年8月-1968年5月在任。
- 龙溪专区革命委员会
  - 吴元任，1968年5月-1968年12月在任。
  - 陈天仁，1969年初-1971年1月在任。
  - 刘秉仁，1977年9月-1978年3月在任。
- 龙溪地区革命委员会
  - 陈天仁，1971年1月-1977年9月在任。
  - 刘秉仁，1977年9月-1978年3月在任。
- 龙溪地区行政公署专员
  - 刘秉仁，1978年3月-1979年11月在任。
  - 张全金，1979年11月-1984年7月在任。
  - 卢亚来，1984年7月-1985年2月在任。
  - 韩玉琳，1985年2月-1985年7月在任。
- 地级漳州市人民政府市长
  - 韩玉琳，1985年7月-1995年在任。
  - 李天森，1995年-2001年4月在任。
  - 郑道溪，2001年4月-2003年7月在任。
  - 何锦龙，2003年7月-2006年8月在任。
  - 李建国，2006年8月-2009年6月在任。
  - 陈　冬，2009年6月-2011年2月在任。
  - 吴洪芹，2011年2月-2013年12月在任。
  - 檀云坤，2013年12月-2016年12月在任。
  - 刘　远，2016年12月-2021年6月在任。
  - 王进足，2021年6月-2023年年8月在任。
  - 魏东， 2023年8月-现任